# Gaming (Autriche)
Pour les articles homonymes, voir Gaming (homonymie).
Gaming est une commune autrichienne du district de Scheibbs en Basse-Autriche.

## Histoire
La ville abrite les restes d'une importante chartreuse fondée en 1330 puis supprimée en 1382.

## Personnalités liées à la ville
- Josef Schagerl fils (1923-2022), sculpteur.